# Mobius Digital
Mobius Digital（メビウス・デジタル）は、アメリカ合衆国のゲーム開発スタジオ。

## 沿革
Mobius Digitalは、2013年にMasi OkaとLoan Verneauによって設立された。翌年2014年にOur Superhero、2015年にはTerra Chroma、Beacon 38をリリースした。
さらに、同年2015年にOuter WildsがIGF2015（インディペンデント・ゲーム・フェスティバル）のSeumas McNally Grand Prizeを受賞。Mobius Digitalの一大プロジェクトとなった。

## 作品
- Outer Wilds

メビウス・デジタル（Mobius Digital）が開発しアンナプルナ・インタラクティブより2019年に発売されたSFアクションアドベンチャーゲーム。対応機種はMicrosoft Windows、Xbox One、PlayStation 4、PlayStation 5、Xbox Series X/S、Nintendo Switch。日本語対応。
- Beacon 38

メビウス・デジタル（Mobius Digital）が開発し2015年に発売した探索型モバイルゲーム。　
- Terra Chroma

メビウス・デジタル（Mobius Digital）が開発し2015年に発売したパズル融合型RPG。